# Arion anthracius
Arion anthracius is een slakkensoort uit de familie van de Arionidae. De wetenschappelijke naam van de soort is voor het eerst geldig gepubliceerd in 1886 door Bourguignat.